# Massimo Castellani
Massimo Castellani (* 4. März 1942 in Rom) ist ein italienischer Filmregisseur.
Castellani wirkte von 1964 bis 1969 als Regieassistent, unter anderen drei Mal bei Mauro Bolognini, bevor er 1972 seinen einzigen eigenen Film, den Giallo Il sorriso del ragno, inszenierte, der kaum Eindruck hinterließ. Seine weiteren Tätigkeiten sind unbekannt.

## Filmografie
- 1972: Il sorriso del ragno